# Erika Vikman
Erika Vikman (Tampere, 20 de fevereiro de 1993) é uma cantora e compositora finlandesa. Começou a sua carreira como cantora de tango, Erika foi reconhecida artisticamente após vencer o Tangomarkkinat em 2016. Mais tarde, recebeu mais atenção a nível nacional após o lançamento do single «Cicciolina», em 2020, que se tornou o seu primeiro êxito no top 5 da Finlândia. O seu primeiro álbum de estúdio, autointitulado, foi lançado no ano seguinte e chegou ao topo das paradas na Finlândia. A cantora representou a Finlândia no Festival Eurovisão da Canção de 2025 com a canção «Ich komme».

## Biografia
Natural de Tampere, a segunda maior cidade da Finlândia, mas cresceu em Lempäälä e Pori.  A sua mãe era também cantora, que cantava tango finlandês e competia no Tangomarkkinat. Tem uma irmã chamada Jennika, que também é cantora. Erika começou a cantar quando era adolescente e ganhou a divisão feminina no Concurso de Tango Júnior de 2008. Mais tarde, também participou no Concurso de Trampolim de Tampere de 2010.
A cantora frequentou o Escola Secundária Coeducacional de Tampere e obteve o diploma do ensino secundário em 2013. Posteriormente, também estudou vocais de pop-jazz na Escola de Música de Pirkanmaa.

## Festival Eurovisão da Canção
Em 2020, Erika Vikman participou no Uuden Musiikin Kilpailu, a seleção nacional finlandesa para para representar o país no Festival Eurovisão da Canção de 2020, com a canção «Cicciolina», onde ficou em 2.º lugar, apesar de ter ganho o televoto.
Em 2025, foi confirmado que Erika Vikman voltaria a competir no Uuden Musiikin Kilpailu com a música «Ich komme». Mais tarde, acabou por ganhar a edição do concurso e representou a Finlândia no Festival Eurovisão da Canção de 2025, em Basileia, na Suíça.

## Discografia

### Álbuns
- 2021 – Erika Vikman

### Singles
- 2015 – Etkö uskalla mua rakastaa
- 2017 – Ettei mee elämä hukkaan
- 2017 – Säännöt
- 2017 – Jos osaisin sanoa ei
- 2020 – Cicciolina
- 2020 – Syntisten pöytä
- 2021 – Häpeä
- 2021 – Tääl on niin kuuma (com Arttu Wiskari)
- 2021 – Huonoja ideoita (com Antti Tuisku)
- 2021 – Rivariunelmii (com Arttu Wiskari)
- 2022 – Kateus
- 2022 – Ihmisen ikävä toisen luo
- 2022 – Loimaa
- 2022 – Kasipäkki
- 2022 – Via dolorosa
- 2022 – Tulppaanisi
- 2022 – Maailmanlopun reunalla
- 2022 – Kova duuni on rahaa
- 2022 – Maalaispoika oot
- 2022 – Maaolma on sun
- 2022 – Häpeä
- 2022 – En etsi valtaa loistoa
- 2023 – Elizabeth Taylor
- 2024 – Ruoska (com Käärijä)
- 2024 – Myynnissä
- 2025 – Ich komme

### Colaborações
- 2019 – 7300 päivää (DJ Oku Luukkainen & HesaÄijä feat. Erika Vikman & Danny)